# Alexander Rossa
Alexander Rossa (* 27. März 1967 in Flensburg) ist ein deutscher Buchautor.

## Leben
Rossa wuchs als Sohn eines Offiziers der Marine auf. Nach einer Ausbildung zum Restaurantfachmann verpflichtete er sich als Soldat auf Zeit der Bundeswehr, war anschließend in der Gastronomie tätig und arbeitet seit einigen Jahren als Informatiker. Nach eigenen Angaben begann er schon früh, sich für emotionale Intelligenz, Empathie und Achtsamkeit zu interessieren.
Alexander Rossa beschäftigt sich auch mit parawissenschaftlichen Bereichen wie der Hermetik und dem Hellsehen. Im Bereich der phantastischen Literatur bearbeitet er die Themen Multiversum und Parallelwelten. Seine jüngere Literatur bietet Einblicke in diverse existentialistische Auseinandersetzungen und philosophische Sichtweise.
1997 stieß er beim Lesen verschiedener hermetischer Schriften auf Bruchstücke einer alten Philosophie und Lebensweise, die im Mittelalter hinter einer Narrensymbolik versteckt war. Diese Philosophie faszinierte ihn so sehr, dass er diese Bruchstücke zu einem Gesamtbild zusammensetzte, dabei entstand die Philosophie des Narren, die nicht nur zum Inhalt seines Lebens, sondern auch einiger seiner Bücher wurde.

## Privates
Rossa ist seit 1989 verheiratet und hat drei Kinder, von denen eines schwerstbehindert ist. Sein Erstgeborenes starb unmittelbar vor der Geburt. Dieses schreckliche Erlebnis prägte seinen ganzen folgenden Lebensweg und führte ihn insbesondere dazu, sich intensiv mit Bewusstseinsforschung zu befassen. Er lebt mit seiner Familie in Mannheim.

## Veröffentlichungen (Auswahl)
- Die Narrenfibel, Bohmeier Verlag 2004, ISBN 3-89094-405-1
- Der E-Komplex, Bohmeier Verlag 2005, ISBN 3-89094-462-0
- Nornenauge, Bohmeier Verlag 2007, ISBN 3-89094-529-5
- Gespensterleben, Bohmeier Verlag 2008, ISBN 978-3-89094-579-8
- Hagzissa Hexenbuch, Tredition 2009, ISBN 978-3-86850-345-6
- Weltenfeuer, Tredition 2009, ISBN 978-3-86850-355-5
- Gedankenrebellion, Tredition 2012, ISBN 978-3-8472-8665-3